# 寺内内閣
寺内内閣（てらうちないかく）は、元帥陸軍大将、朝鮮総督、軍事参議官の寺内正毅が第18代内閣総理大臣に任命され、1916年（大正5年）10月9日から1918年（大正7年）9月29日まで続いた日本の内閣。

## 内閣の顔ぶれ・人事
国務大臣
1916年（大正5年）10月9日任命。在職日数721日。
| 職名 | 代 | 氏名       | 氏名 | 出身等                           | 特命事項等                              | 備考                                    |
| --- | -- | ---------- | ---- | -------------------------------- | --------------------------------------- | --------------------------------------- |
| 内閣総理大臣 | 18 | 寺内正毅   |      | 元帥陸軍大将 伯爵                | 外務大臣臨時兼任 大蔵大臣兼任           |                                         |
| 外務大臣 | 31 | 寺内正毅   |      | 元帥陸軍大将 伯爵                | 臨時兼任 （内閣総理大臣、大蔵大臣兼任） | 1916年11月21日免兼                      |
| 外務大臣 | 32 | 本野一郎   |      | 外務省 子爵                      |                                         | 初入閣 1916年11月21日任 1918年4月23日免 |
| 外務大臣 | 33 | 後藤新平   |      | 貴族院 無所属 （茶話会） 男爵    | 鉄道院総裁                              | 1918年4月23日任                         |
| 内務大臣 | 30 | 後藤新平   |      | 貴族院 無所属 （茶話会） 男爵    |                                         | 1918年4月23日免                         |
| 内務大臣 | 31 | 水野錬太郎 |      | 貴族院 立憲政友会 （交友倶楽部） |                                         | 初入閣 1918年4月23日任                  |
| 大蔵大臣 | 19 | 寺内正毅   |      | 元帥陸軍大将 伯爵                | 内閣総理大臣兼任                        | 1916年12月16日免                        |
| 大蔵大臣 | 20 | 勝田主計   |      | 貴族院 無所属                    |                                         | 初入閣 1916年12月16日任                 |
| 陸軍大臣 | 13 | 大島健一   |      | 陸軍中将 （陸士旧4期）           |                                         | 留任                                    |
| 海軍大臣 | 8  | 加藤友三郎 |      | 海軍大将 （海兵7期） 子爵        |                                         | 留任                                    |
| 司法大臣 | 21 | 松室致     |      | 司法省                           |                                         |                                         |
| 文部大臣 | 28 | 岡田良平   |      | 貴族院 無所属 （研究会） 子爵    |                                         | 初入閣                                  |
| 農商務大臣 | 27 | 仲小路廉   |      | 貴族院 無所属                    |                                         |                                         |
| 逓信大臣 | 24 | 田健治郎   |      | 貴族院 無所属                    |                                         | 初入閣                                  |
| 1. 辞令のある留任は個別の代として記載し、辞令のない留任は記載しない。 2. 臨時代理は、大臣空位の場合のみ記載し、海外出張時等の一時不在代理は記載しない。 3. 代数は、臨時兼任・臨時代理を数えず、兼任・兼務は数える。 |    |            |      |                                  |                                         |                                         |

内閣書記官長・法制局長官
1916年（大正5年）10月9日任命。
| 職名 | 代 | 氏名     | 氏名 | 出身等                            | 特命事項等   | 備考 |
| --- | -- | -------- | ---- | --------------------------------- | ------------ | ---- |
| 内閣書記官長 | 20 | 児玉秀雄 |      | 貴族院 無所属 （甲寅倶楽部） 伯爵 |              |      |
| 法制局長官 | 18 | 有松英義 |      | 貴族院 無所属 （研究会）          | 内閣恩給局長 |      |
| 1. 辞令のある留任は個別の代として記載し、辞令のない留任は記載しない。 2. 臨時代理は、大臣空位の場合のみ記載し、海外出張時等の一時不在代理は記載しない。 3. 代数は、臨時兼任・臨時代理を数えず、兼任・兼務は数える。 |    |          |      |                                   |              |      |

参政官
任命なし。
勢力早見表
※ 内閣発足当初（前内閣の事務引継は除く）。
| 出身   | 国務大臣 | その他                   |
| ------ | -------- | ------------------------ |
| 貴族院 | 4        | 内閣書記官長、法制局長官 |
| 軍部   | 3        | 国務大臣のべ4            |
| 官僚   | 2        |                          |
|        | 9        | 国務大臣のべ10           |

## 内閣の動き
前政権の第2次大隈内閣は、明治以来政府中枢を占めた薩長藩閥（山縣有朋筆頭元老）と、衆議院第一党を長年占める立憲政友会（原敬総裁）との対立の中で、第二党の立憲同志会（加藤高明総裁）が山縣元老と連立、元総裁の大隈重信を担ぐ形で成立していたが、外相に就任した加藤総裁と山縣元老ら藩閥中枢との対立などをきたした末、崩壊した。大隈は後継に加藤総裁を希望したが、元老会議はこれを無視して、藩閥（山縣・陸軍系列）直系の寺内正毅朝鮮総督を推挙。1916年10月4日、寺内に大命降下した。内閣の閣僚は山縣系官僚で揃え、議会主要会派とは連立を組まない超然内閣で成立し、寺内の容貌が当時流行のビリケン人形にそっくりであったことから、「非立憲（主義）」をかけて「ビリケン内閣」とも呼ばれた。
1917年、寺内内閣は議会の協賛を得るために、主要三会派の党首を臨時外交調査会の委員に迎える。憲政会（同志会が他小党と合同して改組）の加藤総裁は連帯責任を負わされることを回避して参加しなかったが、政友会の原総裁、立憲国民党の犬養毅総裁はそれぞれ委員として加わった。
主な政策
- シベリア出兵…1917年11月、10月革命により革命下のロシアでボリシェヴィキ政権が成立、英仏両国より、日本に対して干渉戦争への参戦要求が出される。本野外相は介入寄りの意見であったが、外交調査会では政友会の原総裁が、米国の消極的な態度を理由に反対し、寺内首相もこれに同意。本野は1918年4月、外相を辞任する。その後、同年7月10日に米国より共同出兵提案が出されるに至り、政府は出兵に舵を切る。8月2日、正式に出兵を宣言した[5]。
- 対華外交…辛亥革命以降動乱状態にあった中国大陸情勢において、寺内内閣は段祺瑞軍閥に接近、借款という形で資金援助を行う（西原借款）。段軍閥は北京に進軍して北京政府の実権を握ると、1917年8月14日、対独宣戦布告を行い、第一次世界大戦に参戦した。また、シベリア出兵を控えて陸軍も段軍閥との接近を強め、1918年5月16日、日支共同防敵軍事協定を調印した[6]。

同年8月、段政権が金本位制導入を目指した「金券条例」を公布したが、この条例を巡って勝田蔵相と後藤外相が対立した。後藤は中国が日本と欧米が結成した国際借款団からの融資を原資として金本位制を導入する約束であったのに「金券条例」はそれを破っているとして中国に抗議をしようとしたところ、実は「金券条例」の財源には西原借款が充てられることが判明し勝田もその事実を知っていたからである（後藤は中国統一後の金本位制導入を構想していたのに対し、勝田や西原は段政権支配地域において先行的に金本位制を導入してその経済力を強めて中国統一を実現させようとした）。
- 金本位制停止
- 石井・ランシング協定締結

シベリア出兵が現実味を帯びた7月下旬から、商人による米の投機買いが横行し、これに反発した消費者が米商人を襲撃、全国で打ちこわしなどの暴動が発生する（米騒動）。寺内首相はこの年の春ごろから健康を害しており、山縣元老が慰留していたが、米騒動が引き金となって辞職を決意。山縣は、子飼いの官僚などの中から後継首相を選ぼうとするが、いずれも政友会を向こうに回して政権を運営するめどは立たず、政友会の西園寺公望前総裁にも再登板を持ち掛けるが、断られた。かくして山縣も、原後継は避けられないと悟り、9月20日に内閣総辞職、9月27日、原総裁に大命降下する。